# Маска (подводное плавание)
Ма́ска — предмет снаряжения для подводного плавания, который позволяет пловцам смотреть под водой.
Маска сконструирована таким образом, чтобы пловец мог продуть маску, сделав выдох носом. Это необходимо для предотвращения «обжима» лица, когда давление внешней среды возрастает (при погружении).
Маска состоит из:
- обтюратора — мягкого корпуса из силикона или резины, который обеспечивает герметичность маски[1];
- корпуса — жесткого ободка, в который вставляются один или несколько иллюминаторов;
- собственно иллюминаторов со стёклами или с линзами для коррекции зрения;
- крепежного ремешка с защелками;
- встроенного клапана для удаления воды (не во всех моделях).

Корпус маски может быть как цветным, так и прозрачным. Следует учитывать, что корпус из прозрачного силикона увеличивает поле зрения, но может создавать легкие блики на смотровом стекле.
Существует два типа масок: современные и классические.
Достоинством масок классической конструкции является большой овальный иллюминатор, обеспечивающий большие углы обзора. Недостатки являются продолжением достоинств:
- достаточно большой объём подмасочного пространства
- затруднения при зажимании носа одной рукой во время продувки, приходится зажимать нос указательными пальцами обеих рук, так как большой иллюминатор и регулятор во рту мешают достать до носа.

Существуют также полнолицевые маски, которые имеют встроенный регулятор, и, при наличии специального устройства, могут обеспечивать голосовую связь между аквалангистами. В настоящее время такие маски применяются в основном техническими дайверами.
Стоимость таких масок очень высока, что ограничивает их распространение.

## Выбор маски
Существует достаточно много типов и моделей масок, предлагаемых различными фирмами-производителями. Чтобы сделать правильный и обоснованный выбор необходимо учесть следующие рекомендации:
1. все стёкла маски должны быть безопасного исполнения (быть закалёнными) и иметь маркировку TEMPERED или SAFETY;
2. обойма крепления стекла должна быть выполнена из ударостойкой пластмассы или нержавеющей стали, а стекло должно быть прочно закреплено в обойме;
3. большое значение для комфортного плавания имеет наличие удобного механизма регулировки натяжения затылочного ремешка. Современные механизмы позволяют производить окончательную подгонку уже надетой маски путём нажатия на фиксаторы ремня и передвижения ремня в нужном направлении. Желательно, чтобы оси механизма были выполнены из нержавеющей стали, и совсем хорошо, если механизм позволяет регулировать угол фиксации затылочного ремня в вертикальной плоскости;
4. затылочный ремень должен быть раздвоенным в средней части для обеспечения надежной фиксации маски на голове пловца;
5. маска должна иметь либо фасонный выступ для носа, либо специальную нишу в нижней части для обеспечения выравнивания давления в полости среднего уха пловца;
6. если Вы планируете приобрести маску только для ныряния с задержкой дыхания (подводной охоты), то Вам наиболее подойдет маска с малым объемом подмасочного пространства. Это обусловлено несколькими причинами. Во-первых, ограниченным запасом воздуха легкими ныряльщика, который необходим для выравнивания давления внутри маски в процессе погружения. Во-вторых, из малого объема легче удалить воду, которая может попасть в маску. И в-третьих, маленькая маска имеет относительно больший угол обзора, что немаловажно при непродолжительном погружении;
7. если Вы имеете проблемы со зрением, то лучше выбрать маску со сменными корректирующими линзами. Обычно это маски с разделённым иллюминатором;
8. если Вы планируете погружаться с аквалангом, то можно рекомендовать маски с единым смотровым стеклом, дающим возможность эффективно бороться с запотеванием стекла путём промывания иллюминатора водой изнутри маски. Воду после промывки можно удалить выдохнув в маску воздух через нос. Большой объем подмасочного пространства в этом случае не играет существенной роли, поскольку имеется достаточное количество воздуха для выравнивания давления внутри маски и удаления воды из неё;
9. наконец, самый ответственный этап. Выбрав устраивающую Вас маску, слегка прижмите её к лицу. Мягкий фланец маски должен прилегать к лицу плотно и равномерно по всему периметру. После этого сделайте вдох носом, при этом маска должна «прилипнуть» к лицу, и продержаться 3 — 4 секунды, в противном случае требуется примерка другой маски. В идеале маску нужно проверять непосредственно в воде, так как бывает, что герметичная на воздухе маска начинает протекать в воде.

Также требует замены маска, оставляющая после использования болезненный след от фланца на лице пловца.

## Эксплуатация
При пользовании маской избегайте ударов смотрового стекла о твердые предметы. Если все же во время подводного погружения Вы раскололи стекло, то наклоните голову лицом вниз, аккуратно снимите головной ремень, а затем отделите маску от лица вниз. Всплывать следует держа лицо вниз, по возможности не закрывая глаз и слегка двигая голову из стороны в сторону.
Уход за маской во время эксплуатации заключается прежде всего в тщательном ополаскивании её чистой пресной водой после погружений и периодическом обезжиривании внутренней поверхности иллюминатора. Не допускайте попадания на резиновые детали масел, жиров, а также не оставляйте маску на солнце. При транспортировке рекомендуется хранить маску в какой-либо жесткой упаковке, что защищает резину от перегибов, а стекло от повреждений.
После завершения плавательного сезона, перед тем, как убрать маску на длительное хранение, необходимо тщательно промыть её теплой водой с мылом, отстегнуть затылочный ремешок от застежек, все детали просушить, плотно закрыть в пластиковом пакете и положить в сухое прохладное место. Для масок из силиконовой резины можно рекомендовать консервацию силиконовым кремом (смазкой) с последующим хранением в герметичном пластиковом пакете.

## Предотвращение запотевания
Самой большой проблемой при погружении является запотевание маски. Впервые задались решением этой проблемы при космических полётах. Это решается двумя путями:
1. Нанесение на стекло маски гидрофильных веществ, впитывающих влажность без образования капель воды. Состав это обычно раствор желатина, на короткое время действуют крахмал (картофелина) и любой сироп (сахара, колы) или спрея для волос;
2. Способ прямо противоположный первому - создание на поверхности стекла огромного количества центров конденсации, капли воды сливаются в плёнку до того, как становятся заметными. Центрами конденсации служат например, частицы оксида титана, которые или наносят при изготовлении стекла (более долговечно) или просто протиранием специальной тканью.
Этот способ используют в том числе в космических скафандрах.
Также непосредственно перед погружением имеет смысл сполоснуть лицо водой, в которой будет осуществляться спуск, для выравнивания температуры окружающей среды и кожи лица.
3. Третий способ самый простой и не менее эффективный предшествующим, но работает только на речках или ставках где растут кувшинки. Достаточно обратной стороной кувшинки потереть внутреннюю сторону маски, и она не будет запотевать до тех пор пока не будет высушена, или чем то отмыта.